# Liz Kendall
Elizabeth Louise "Liz" Kendall (født 11. juni 1971 i Abbots Langley nær St Albans i Hertfordshire) er en britisk politiker, der i 2015 stillede op som kandidat til posten som leder af Labour.

## Valget af  Ed Milibands efterfølger
Posten som Labours leder blev ledig, da Ed Miliband gik af i maj 2015. 
Urafstemningen om posten startede den 14. august.  Den 12. september 2015 blev der offentliggjort, at Jeremy Corbyn havde fået 59,5 procent af stemmerne, og at han dermed var valgt som Labours leder.
De resterende stemmer fordelte sig med 19,0 procent til Andy Burnham, 17,0 procent til Yvette Cooper og 4,5 procent til Liz Kendall.

## Medlem af Underhuset
Siden 2010 har Liz Kendall været medlem af Underhuset for Leicester West i Leicestershire. 

## Skyggeminister
Liz Kendall har været skyggeminister for omsorg og ældre siden oktober 2011.